# Concana lepida
Concana lepida là một loài bướm đêm trong họ Erebidae.